# Rudersdorf (Turingia)
Rudersdorf era un municipio situado en el distrito de Sömmerda, en el estado federado de Turingia (Alemania). El 1 de enero de 2019 se fusionó con los demás municipios de la comunidad administrativa de Buttstädt para formar el municipio de Buttstädt.
Su población a finales de 2017 era de 328 habitantes.